# 2. vlada Republike Slovenije
2. vlada Republike Slovenije je bila vlada v obdobju od 14. maja 1992 do 25. januarja 1993.

## Koalicija
- LDS
- SDSS
- ZLSD
- Zeleni Slovenije
- Demokratska stranka Slovenije
- SSS

## Položaji

### Predsednik vlade
- Janez Drnovšek

### Podpredsedniki vlade
- Jože Pučnik
- Herman Rigelnik
- Viktor Žakelj

### Ministri
- minister za finance: Janez Kopač (14. maj 1992-10. junij 1992), Mitja Gaspari (10. junij 1992-25. januar 1993)
- minister za notranje zadeve: Igor Bavčar (14. maj 1992-25. januar 1993)
- minister za zunanje zadeve: Dimitrij Rupel (14. maj 1992-25. januar 1993)
- minister za obrambo: Janez Janša (14. maj 1992-25. januar 1993)
- minister za pravosodje: Miha Kozinc (14. maj 1992-25. januar 1993)
- minister za kmetijstvo, gozdarstvo in prehrano: Jože Protner (14. maj 1992-25. januar 1993)
- minister za promet in zveze: Marjan Krajnc (14. maj 1992-25. januar 1993)
- minister za varstvo okolja in urejanje prostora: Miha Jazbinšek (14. maj 1992-25. januar 1993)
- minister za delo: Jožefa Puhar (14. maj 1992-25. januar 1993)
- minister za zdravstvo, družino in socialno varstvo: Božidar Voljč (14. maj 1992-25. januar 1993)
- minister za šolstvo in šport: Slavko Gaber (14. maj 1992-25. januar 1993)
- minister za znanost in tehnologijo: Peter Tancig (14. maj 1992-25. januar 1993)
- minister za kulturo: Borut Šuklje (14. maj 1992-25. januar 1993)
- minister za planiranje: Davorin Kračun (14. maj 1992-25. januar 1993)
- minister za ekonomske odnose in razvoj: Maks Tajnikar (14. maj 1992-25. januar 1993)
- minister za industrijo in gradbeništvo: Dušan Šešok (14. maj 1992-25. januar 1993)
- minister za informiranje: mag. Jelko Kacin (14. maj 1992-25. januar 1993)
- minister za zakonodajo: Alojz Janko (14. maj 1992-25. januar 1993)
- minister za Slovence po svetu in narodnosti v Sloveniji: Janko Prunk (14. maj 1992-25. januar 1993)
- minister za turizem in gostinstvo: Janez Sirše (14. maj 1992-25. januar 1993)
- minister za trgovino: Jožef Jeraj (14. maj 1992-23. september 1993), Davorin Valentinčič (23. september 1992-25. januar 1993)
- minister za borce in vojaške invalide: Ana Osterman (14. maj 1992-25. januar 1993)